# Steffen Zeibig
Steffen Zeibig (* 11. Juni 1977 in Dresden) ist ein deutscher Dressurreiter im Behindertenreitsport. Er startet in der Wettkampfklasse (Grade) III.

## Werdegang
Zeibig wuchs mit seinem zehn Jahre älteren Bruder und seiner ein Jahr jüngeren Schwester bei seiner Mutter auf. Seine reiterliche Karriere begann mit acht Jahren, als seine Mutter ihm ein Shetlandpony schenkte. 1991 nahm er erstmals an einem Reitturnier teil, bis 2001 startete er auch im Springreiten bis hin zur Klasse M. Als Dressurreiter startet er in Prüfungen bis zur Klasse S.
Sein rechter Unterarm, sein rechter Unterschenkel und sein linker Fuß fehlen Steffen Zeibig. Im Behindertenreitsport war er zunächst dem Grade II zugeordnet, seit 2001 gehört er zum Grade III. Nach einer Reglementänderung startet er seit 2015 wieder im Grade II, welcher zum Jahresbeginn 2017 in Grade III umbenannt wurde.
Einer seiner größten Erfolge war seine erste Teilnahme an den Sommer-Paralympics in Hongkong im Jahr 2008. Im Jahr 2012 war er bei den Paralympics in London ebenfalls dabei. 2016 in Rio de Janeiro holte er mit der Mannschaft am Ende Silber, in der Einzelwertung kam er in der Klasse Grade II knapp hinter der Niederländerin Rixt van der Horst auf Rang 3. Bei den deutschen Meisterschaften 2017 im Grade III kam er Feel Good auf den dritten Rang.

## Auszeichnungen
Im November 2012 wurde ihm zusammen mit 163 weiteren Sportlern das Silberne Lorbeerblatt verliehen.